# ルート33
ルート33（ルートさんじゅうさん）は、吉本興業東京本社に所属する日本のお笑いコンビ。1995年5月結成、爆笑オンエアバトル第2・3代チャンピオン。

## メンバー
- 堂土 貴（どうど たかし、1973年8月20日（51歳） - ） 
  - ボケ担当、立ち位置は向かって左。
  - 血液型B型。奈良県奈良市出身、奈良県立志貴高等学校卒業。
  - NSC大阪校11期出身。結成以前、同期で高校の同級生だったおおうえくにひろ（元ハリガネロック）とコンビを組んでいた。
  - 2003年結婚、二児の父となるも2009年に離婚。親権は前夫人が持っている[1]。その後再婚し、2023年に娘が誕生した。
- マスダ ヒロユキ（1974年7月25日（51歳） - ） 
  - ツッコミ担当、立ち位置は向かって右。
  - 血液型AB型。大阪府枚方市出身、大阪府立牧野高等学校卒業・大阪国際大学中退。本名及び旧芸名、増田 裕之（読み同じ）。
  - NSC大阪校13期出身。結成以前、コンビ「スキップ男爵」を組んでいた。
  - 現在はDJや俳優、映画監督、イベントオーガナイザー、脚本家としても活動している。
  - プロ野球では無類の読売ジャイアンツファン。草野球チーム「京都新井學園｣ (新井義幸（はりけ〜んず）監督)に所属。
  - その他趣味はフットサル、自転車（クロスバイク）、クライミングなど。
  - 愛犬家。犬（パン/オス）を飼っている。
  - 2016年3月に演劇ユニットCorneliusCockBlue(s) （略称：CCB）を旗揚げ、代表を務める。

## 略歴
- 1995年5月 - コンビ結成。
- 1998年 - 第19回ABCお笑い新人グランプリにてノミネート。
- 1999年 - 第20回ABCお笑い新人グランプリ優秀新人賞。3月に心斎橋筋2丁目劇場閉館、同年9月に開館したbaseよしもとの主力メンバーとなる。
- 2000年3月 - NHK爆笑オンエアバトル第2回チャンピオン大会 2代目チャンピオン。
- 2001年3月 - NHK爆笑オンエアバトル第3回チャンピオン大会 3代目チャンピオン。
- 2001年 - 東京進出、ルミネtheよしもとなどに出演。
- 2013年 - 第5回お笑い全日本カップ優勝。

## 概要
- テンポのいい漫才が持ち味。主に堂土がデブキャラで、マスダがイケメンキャラに扮する。漫才のツカミは「堂土のネクタイが短い」ことが多い。真紅のスーツがトレードマーク。2006年からは真っ白なスーツを着用していたが、現在は赤のスーツに戻っている。
- 第20回ABCお笑い新人グランプリ優秀新人賞受賞。六代 桂文枝が凄い漫才師と絶賛、トミーズも惚れ込み自分の番組にわざわざ呼んだりもした。また番組全盛期の『爆笑オンエアバトル』では常連として知られ、チャンピオン大会では同番組で初の2連覇（2000年3月の第2回と2001年3月の第3回）を達成。連覇は同番組の後継番組『オンバト+』を含めてもルート33、タカアンドトシ（第7・8回）、トータルテンボス（第10・11・12回）の3組しか成し遂げていない。しかし2001年に始まった『M-1グランプリ』では、有力候補に推されながら一度も決勝進出を果たせなかった。なお、歴代の『爆笑オンエアバトル』と『オンバト+』にてチャンピオンに輝いた漫才師の中で、唯一M-1グランプリ決勝への進出経験が全く無いコンビである。
- 大阪時代はレギュラー番組を持つなどそれなりに人気があり安定していたが、オンエアバトルでの2連覇を機にそれ以上のステップアップを望み東京進出（大阪吉本から東京吉本へ移籍）。その心意気は後輩たちに大きな影響を与えたと言われる。当初は『踊る!さんま御殿!!』やネタ番組などバラエティへ出演した他、ゴールデンでの準レギュラーもあったがその後数年でメディアへの露出が減少。現在では劇場・営業が主な仕事となっている。
- NHK宝くじふるさとワクワク劇場（宝くじ社会貢献広報事業の一環として実施しているイベント）で、約10年に亘りコーナーMCを担当。
- コント55号・ナインティナインのように、奇数のゾロ目をコンビ名に入れると売れると思いコンビ名を決めた。ちなみに、「堂土」と「増田」の漢字の画数を合計すると丁度33となる。
- 出囃子はthee michelle gun elephantの「sweetMONACO」。
- 現在、堂土は大阪在住、マスダは東京在住のため、「仕事以外で会うことはほぼない」とマスダは藤井ペイジの配信で語っている[2]。

## エピソード
- 堂土は「笑福亭とっさん」のペンネームで『MBSヤングタウン』の常連投稿者だった。
- 堂土の元コンビ、あっぱれ団が解散する時のエピソード。おおうえにある日突然呼び出され、「解散しよう」と切り出されて堂土は号泣した。3日ほど家に籠ってしまった堂土は、周りの芸人が不安になるほど落ち込んでいた。
- 堂土は志貴高等学校（現在の奈良情報商業高等学校）の同級生であったおおうえに「お笑いコンビを組もう」と誘われた時、「もう友達じゃなくなるな」と寂しそうにして解散時には「これでやっと友達やな」と言った。今ではお互いの家を行き来する仲らしい。
- 堂土はオンラインゲームの怪盗ロワイヤルで一時期全国3位になり、それをナンパのネタにしていることが久保田かずのぶ（とろサーモン）に明かされている。
- 『にけつッ!!』（2015年1月5日放送分）にて、地方のお祭りなど素人向けのお笑いコンテストにコンビで参加し、優勝しまくって賞金を稼いでいるというエピソードが千原ジュニア（千原兄弟）によって話された（共演者のケンドーコバヤシは堂土と同期）、ただこれに関しては後年に堂土は否定しており参加したのは1度だけでコンテストも素人向けのお笑いコンテストではなく各プロダクションからプロのコンビも出場する大会であったと弁明した。
- 2019年、兼近大樹（EXIT）は毎日放送のラジオ番組「アッパレやってまーす!」において堂土が遊び相手となる女や食事代を要求したことを暴露した。またエッグ矢沢が、堂土による後輩に対するパワハラ行為を暴露した[3]。
- 2025年、堂土が51歳にして大阪・上新庄のマクドナルドでアルバイトを始める。堂土は高校時代にもマクドナルドでバイトをしており、その時にハンバーガーを作るスピードが全国2位だった事を30歳のスタッフを伝えたところ無事採用となる。

## 過去に出演した番組
- 爆笑オンエアバトル（NHK総合）戦績13勝1敗 最高509KB
  - 第2回チャンピオン大会 決勝1位（チャンピオン）
  - 第3回チャンピオン大会 決勝1位（2連覇）
  - 第4回チャンピオン大会 ファイナル8位
  - 1999～2001年度までは出場した回全てで450KB以上を記録（順位は全て2位以上で、この期間のチャンピオン大会においても予選本選通して1位と2位のみであった[4]）。チャンピオン大会で番組史上初の連覇を果たしたコンビとなる。2002年4月13日放送回で初の300KB台（393KB）及び初の3位以下（4位）を記録すると、2003年2月8日放送回では初の敗北[5]を喫し、連勝記録も12でストップした。その後、2003年4月11日放送回にて393KBを記録し3位となりリベンジを果たす。以降はオンバトには出場しておらず、この回で事実上の卒業となった。
- すんげー!Best10（朝日放送、1996年 - 1997年）
- オールザッツ漫才（毎日放送）
- わらいのじかん（テレビ朝日）
- ZAIMAN（読売テレビ）
- 吉本タイマン王（中京テレビ）
- いろもん（日本テレビ）
- 笑いの金メダル（朝日放送・社員）
- おもしろレンタルビデオ スピルバーガー（朝日放送、2000年）
- プリプリプリンス（スカパー!）
- マジねた!（毎日放送、2001年）
- 新・クイズ日本人の質問（NHK総合、2000年4月2日）
- 笑いがいちばん（NHK総合、2000年7月9日・2001年2月25日・7月8日・2002年3月24日・2004年7月11日・2005年5月15日）
- あの歌がきこえる（NHK総合）※声の出演
- にっぽん愉快家族（NHK総合）
- 上方演芸ホール（NHKBS2）
- 集まれパフォーマー!放課後テレビ（NHKBS2、2003年5月31日 - 2005年3月12日）
- インタラクTV クイズあの日その時（NHKBSハイビジョン）
- お昼ですよ!ふれあいホール（NHK総合・NHKワールドプレミアム）
- ゼベック・オンライン（TOKYO MX、2005年2月7日）
- メッセンジャーの○○は大丈夫なのか?（毎日放送、2019年5月9日）※堂土のみ

## DVD
- 或る、青い夜（TSUTAYAにてレンタル可）
- 中川家・ルート33・キングコング in ZAIMAN

## ビデオ
- baseよしもと2000 大図鑑
- 中川家・ルート33・キングコング in ZAIMAN

## 舞台

### マスダ
2009年
- 「ベリー・メリーゴーランド」 (2009年4月8日～26日、下北沢シアター711）

2010年
- 劇団BLUESTAXI第18回本公演「HELLO! GOOD BYE!」 (2010年11月3日～7日、中野ザ・ポケット）

2011年
- 劇団BLUESTAXI第19回本公演「SMILE FOR ME」 (2011年12月6日～11日、中野ザ・ポケット）

2012年
- 劇団BLUESTAXI第21回本公演「BIG MOTHER」 (2012年12月4日～9日、中野ザ・ポケット）※女優・河合美智子（オーロラ輝子）とのダブル主演。

2013年
- 「FREEHAND MY SELF PORTRAIT」 (2013年3月12日～13日、渋谷LUSH)※2人芝居
- 劇団コラソン第24回公演「PRESENT FOR WHO」 (2013年4月19日～21日、秋葉原ACT&B）
- スズキプロジェクト公演「カフェレスト乱」 (2013年8月7日～12日、池袋カフェエントリー）
- 「NO不謹慎、NO LIFE!」 (2013年10月23日～25日、渋谷J-POPカフェ) ※演出/出演
- スズキプロジェクト公演「ロストフレンド」 (2013年11月14日～17日、阿佐ヶ谷シアターシャイン）
- Reset Limit旗揚げ公演「come up with!」 (2013年12月6日～8日、参宮橋トランスミッション）

2014年
- Reset Limit第2回公演「break the seal!」 （2014年2月13日～16日、ウッディシアター中目黒）
- 「回想テーブル～権藤を待ちながら～」 （2014年2月25日～27日、渋谷J-POPカフェ）　※演出/出演
- team Genius bibi 3rd ACT「Heal your shoes」 （2014年4月16日～20日、八幡山ワーサルシアター）
- 「注意書きの多い料理店」 （2014年5月26日～28日、渋谷LUSH） ※演出/出演
- Reset Limit第3回公演「ニコラ」 （2014年6月25日～29日、シアター風姿花伝）
- 劇団居酒屋ベースボール第15試合本公演「owl children  鴟梟-sikyo-」 （2014年7月24日～27日、笹塚ファクトリー）
- M's企画 「オムニバスコメディ 舞台裏の裏の裏」 （2014年9月14日～15日、渋谷HOME）　※脚本/演出/出演
- Reset Limit第4回公演「デリュージョン！プリズナー！」 （2014年9月19日～23日、ウッディシアター中目黒）　※23日、日替わりゲストとして。
- team Genius bibi 4th ACT「嘘つき歌姫」 （2014年10月15日～19日、池袋シアターグリーン Box in Box シアター）
- BLUESTAXI 第23回公演「Hello! GoodBye!」 （2014年11月11日～16日、中野ザ・ポケット）※堂土と共に出演
- 劇団居酒屋ベースボール第16試合本公演「人の類い、十二の亜種」【申】「猿の類い」  （2014年12月16日～21日、下北沢GEKI地下リバティ）
- 劇団居酒屋ベースボール第16試合本公演「人の類い、十二の亜種」【亥】「猪突猛進の(笑)」  （2014年12月10日/24日、下北沢GEKI地下リバティ）※脚本/演出/出演
- チーム進火RON公演「けっ！セラセラセラ～知らなすぎた男～」  （2014年12月26日～28日、阿佐ヶ谷シアターシャイン）※28日、日替わりゲストとして。

2015年
- Reset Limit第6回公演「artificial emotion!!」 （2015年3月4日～8日、上野ストアハウス）
- M's企画 3ヶ月連続公演 3月公演　「オムニバスコメディ 集合ライオット」 （2015年3月29日～31日、渋谷LUSH）※脚本/演出/出演
- M's企画 3ヶ月連続公演 4月公演　「オムニバスコメディ Don't Look Back...」 （2015年4月22日～24日、渋谷HOME）※脚本/演出/出演
- M's企画 3ヶ月連続公演 5月公演　「とりあえず結婚。」  (2015年5月19日～22日、渋谷HOME)
- M's企画「憎シミニテ殺スはいけないことなのか？」 (2015年7月2日～3日、渋谷HOME)　※脚本/演出/出演
- T.M. DELUX COMPANY「あのコがエロいのはボクのせいだ！」 (2015年8月21日～23日、下北沢シアター711)　※演出/出演
- PANIC MONKEY PRODUCE「BACKSTAGE MONKEYS」 (2015年8月26日～30日、中目黒キンケロシアター)
- M's企画「皆殺しの旋律が聴こえる。」 (2015年10月20日～21日、渋谷LUSH)　※脚本/演出/出演
- 萬腹企画 1杯目「Hell of inmates！」 (2015年12月11日～13日、池袋アートスペースサンライズホール)

2016年
- EIKO@STAGE第1弾「私のドロップ」 (2016年1月14日～17日、中野HOPE)
- CorneliusCockBlue(s) 6ヶ月連続6公演 第1弾!! ～コメディの章～「そう、そこは楽園。」 (2016年3月7日～10日、下北沢小劇場楽園) ※脚本/演出/出演
- CorneliusCockBlue(s) 6ヶ月連続6公演 第2弾!! ～シリアスの章～「樹海」 (2016年4月25日～28日、下北沢小劇場楽園) ※演出/出演
- CorneliusCockBlue(s) 6ヶ月連続6公演 第3弾!! ～エンタメの章～「娯楽」 (2016年5月18日～22日、調布市せんがわ劇場)
- CorneliusCockBlue(s) 6ヶ月連続6公演 第4弾!! ～ファンタジーの章～「PAY OFF MAN!!」 (2016年6月21日～23日、下北沢小劇場B1)
- CorneliusCockBlue(s) 6ヶ月連続6公演 第5弾!! ～アングラの章～「皆殺しの旋律がまた再び聴こえる。」 (2016年7月25日～27日、下北沢OFF・OFFシアター) ※脚本/演出/出演
- CorneliusCockBlue(s) 6ヶ月連続6公演 第6弾!! ～ハートフルコメディの章～「ライオンのたてがみ」 (2016年8月25日～28日、下北沢シアター711) ※演出/出演
- M's企画 第7回公演 「Q&A」 オムニバス作品　Aチーム「家族会議」 ※脚本/演出/出演/美術 （2016年10月25日～27日、阿佐ヶ谷シアターシャイン）
- M's企画 第8回公演 「ソクラテス・ソードマニア」 （2016年11月22日～25日、池袋アートスペースサンライズホール） ※脚本/演出/出演/美術/舞台監督/音響プラン/劇中歌作詞
- CorneliusCockBlue(s) 第7回公演 「そして、尾も白かった。」 （2016年12月29日～30日、下北沢「劇」小劇場） ※脚本/演出/出演/美術/音響プラン

2017年
- CorneliusCockBlue(s) ロマンティックが止まらないツアー2017 【2月の陣】 第8回公演 「三面楚歌」  (2017年2月21日〜27日、南阿佐ヶ谷ひつじ座)　 ※脚本/演出/出演/美術/音響プラン
- ResetLimit 第10回公演 「Saturation story」 （2017年3月28日～4月2日、参宮橋トランスミッション）
- CorneliusCockBlue(s) ロマンティックが止まらないツアー2017 【4月の陣】 第9回公演 「そんなはずじゃなかったんだよ」  (2017年4月13日〜18日、阿佐ヶ谷シアターシャイン)            ※出演/美術
- CorneliusCockBlue(s) ロマンティックが止まらないツアー2017 【6月の陣】 第10回公演 「今日という一日を諦めないために」  (2017年6月12日〜18日、下北沢小劇場楽園)            ※脚本構成/演出/出演/美術/音響プラン
- 萬腹企画  三杯目公演「A-E 」  (2017年7月6日～9日、下落合TACCS 1179)
- CorneliusCockBlue(s) ロマンティックが止まらないツアー2017 【8月の陣】 第11回公演 「夏祭り、あとの祭り。」  (2017年8月2日〜7日、阿佐ヶ谷アルシェ)            ※脚本/演出/出演/美術/音響プラン
- CorneliusCockBlue(s) ロマンティックが止まらないツアー2017 【10月の陣】 第12回公演 「家族会議」 (2017年10月9日〜15日、ART THEATERかもめ座)     ※脚本/演出/出演/美術/音響プラン
- CorneliusCockBlue(s) ロマンティックが止まらないツアー2017【12月の陣〜ツアーファイナル】第13回公演「えっ！ミュージカル？」(2017年12月6日〜10日、調布市せんがわ劇場)   ※脚本/演出/出演/美術/音響プラン

2018年
- M's企画×ART THEATER かもめ座 3連続公演‼︎ M's企画 第9回公演「暗闇、殺意、限り無く青。」(2018年1月29日(月)〜31日(水)、ART THEATER かもめ座)  ※脚本/演出/出演/舞台監督/美術/音響プラン
- M's企画×ART THEATER かもめ座 3連続公演‼︎ M's企画 第10回公演「ソクラテス・ソードマニア」(2018年3月7日(水)〜11日(日)、ART THEATER かもめ座)  ※脚本/演出/出演/舞台監督/美術/音響プラン
- M's企画×ART THEATER かもめ座 3連続公演‼︎ M's企画 第11回公演「桜ライオット」(2018年4月11日(水)〜15日(日)、ART THEATER かもめ座)  ※脚本/演出/出演/舞台監督/美術/音響プラン
- CorneliusCockBlue(s) 一発かましたれ！ツアー2018 <第14回公演>「雨に唄えば。そこにはやがて雨は降らなくなるだろう。」(2018年6月27日(水)〜7月1日(日)、阿佐ヶ谷シアターシャイン)   ※脚本/演出/出演/舞台監督/美術/音響プラン
- CorneliusCockBlue(s) 一発かましたれ！ツアー2018 <第15回公演>「これぞ真夏の青い春。」(2018年8月27日(月)〜9月2日(日)、南阿佐ヶ谷ひつじ座)   ※脚本/演出/出演/舞台監督/美術/音響プラン
- CorneliusCockBlue(s) 一発かましたれ！ツアー2018 <第16回公演>「涙を流しても、明日のあなたを覚えていることができない。」(2018年10月16日(火)〜21日(日)、阿佐ヶ谷アルシェ)   ※脚本構成/演出/出演/舞台監督/美術/音響プラン
- CorneliusCockBlue(s) 一発かましたれ！ツアー2018 <第17回公演〜ツアーファイナル>「碧い空の真下で。」(2018年12月27日(木)〜30日(日)、下北沢「劇」小劇場)   ※脚本/演出/出演/舞台監督/美術/音響プラン

2019年
- M's企画 第12回公演 「愛し、愛され、はなし、離され。」(2019年3月27日(水)〜31日(日)、阿佐ヶ谷アルシェ)  ※脚本/演出/出演/舞台監督/美術/音響プラン
- CorneliusCockBlue(s) 猿の覚醒ツアー2019-2020 <第18回公演>「そう、そこはいまも楽園。」(2019年5月1日(水)〜5日(日)、下北沢小劇場楽園)  ※脚本/演出/出演/舞台監督/美術/音響プラン
- CorneliusCockBlue(s) 猿の覚醒ツアー2019-2020 <第19回公演>「はい、こちら小宮探偵事務所です。」(2019年8月14日(水)〜18日(日)、下北沢シアター711)  ※出演/舞台監督/美術/音響プラン
- CorneliusCockBlue(s) 猿の覚醒ツアー2019-2020 <第20回公演>「ソクラテス・ソードマニア」(2019年9月17日(火)〜19日(木)、下北沢小劇場楽園)  ※脚本/演出/出演/舞台監督/美術/音響プラン/劇中歌作詞
- CorneliusCockBlue(s) 猿の覚醒ツアー2019-2020 <第21回公演>「家族会議」(2019年11月6日(水)〜10日(日)、阿佐ヶ谷アルシェ)  ※脚本/演出/出演/舞台監督/美術/音響プラン

2020年
- CorneliusCockBlue(s) 猿の覚醒ツアー2019-2020 <第22回公演〜ツアーファイナル>「春はまだか。」(2020年1月8日(水)〜12日(日)、下北沢「劇」小劇場)  ※脚本/演出/出演/舞台監督/美術/音響プラン
- CorneliusCockBlue(s) 第4期初陣公演 <第23回公演>「三面楚歌」(2020年4月8日(水)〜12日(日)、下北沢小劇場楽園  ※脚本/演出/出演/舞台監督/美術/音響プラン  ⚫︎新型コロナウイルスによる緊急事態宣言の為、公演中止。
- CorneliusCockBlue(s) 死に物狂いで未来を掴め！ツアー2020-2021 <第24回公演>「サブリナ・サブリナ・サブリナ」(2020年11月12日(木)〜15日(日)、阿佐ヶ谷シアターシャイン)  ※脚本/演出/出演/舞台監督/美術/音響プラン

## 映画

### 堂土
- 忍性 NINSHO（2016年、カエルカフェ）

## 映画監督作品

### マスダ
- 『或る、青い夜』（監督/脚本/出演） - 第8回インディーズムービー・フェスティバル（映画「あずみ」（上戸彩主演）の監督などを輩出したインディーズで最大規模の映画祭）で入選し、その後入賞（TSUTAYAなどでもレンタルされた）。
- 『飛び降りる前に…』（監督/脚本） - 主演は斉藤慎二（ジャングルポケット） ※沖縄国際映画祭ノンバーバル部門ノミネート

他、映像作品多数。